# Pioneer (Ohio)
Pioneer ist ein Village im Williams County im US-Bundesstaat Ohio. Nach den statistischen Angaben des Jahres 2000 lebten 1460 Einwohner in der Gemeinde.

## Geographie
Pioneer befindet sich im äußersten Nordwesten Ohios, unmittelbar an der Grenze zu Michigan. Die Grenze zu Indiana ist etwa 19 Meilen (30 Kilometer) in westlicher Richtung entfernt und ist über den Ohio-Turnpike-Highway erreichbar, der wenige Kilometer südlich des Ortes verläuft. Direkt in Pioneer liegt der kleine Pioneer Lake, der von Sportfischern und als Erholungszone genutzt wird. Nördlich und westlich von Pioneer beginnt mit Lake Seneca, Lake Diane und Merry Lake ein größeres Seengebiet, das touristisch erschlossen ist.

## Geschichte
Der Ort wurde 1842–43 von Philetus Walter Norris, dem späteren Superintendenten des Yellowstone-Nationalparkes, und seinem Schwager Owen McCarty gegründet. Die Gegend war zu jener Zeit noch menschenleer: 1848 vermerkte der Siedler G. R. Joy, zwischen Pioneer und der späteren County-Hauptstadt Bryan gebe es nur vier Häuser. Die Siedlung wuchs schnell. 1850 waren bereits 222 Menschen in Pioneer ansässig. 1853 wurden im Ort die ersten Straßen angelegt. Joy und Norris waren beide ehrgeizige Geschäftsleute und Konkurrenten. Norris baute eine Getreidemühle, ein Sägewerk und eine Ziegelei und wurde Postmeister der neuen Siedlung. Joy errichtete ein zweites Sägewerk, eine Pferde- und Rinderzucht und war als Geldverleiher tätig. Während Norris 1861 Pioneer verließ, um im amerikanischen Bürgerkrieg zu kämpfen, blieb Joy im Ort, wo bis heute seine Nachkommen leben.
Weiteren Aufschwung brachte 1903 die Bahnverbindung der Toledo and Western Railway. Pioneer exportierte Wolle, Mehl und andere Güter. Die Wirtschaft florierte bis zur Großen Depression. Infolge rückläufiger Einnahmen wurde der Personenverkehr 1933 eingestellt und der Streckenabschnitt Fayette–Pioneer an die von einem örtlichen Geschäftsmann neu gegründete Pioneer and Fayette Railroad (P&F) verkauft. Die P&F hielt den Güterverkehr noch bis 1942 aufrecht, ehe die Strecke mit Ausnahme eines kurzen Abschnitts an der Wabash-Railroad-Strecke bei Fayette stillgelegt und abgebaut wurde.

## Bildung
Im Ort befindet sich mit der North Central High School die einzige Highschool des Schulbezirkes North Central. Die Sportmannschaft der Schule tritt unter dem Spitznamen Eagles an.

## Persönlichkeiten
- Philetus Walter Norris (1821–1885), Ortsgründer und später zweiter Superintendent des Yellowstone-Nationalparkes